# 大窑路窑群遗址
大窑路窑群遗址，位于中国江苏省无锡市清名桥历史文化街区内，京杭古运河无锡段东岸伯渎港河口一带。旧时，因此地产品“大窑货”区别于其他地区的“小窑货”而得名“大窑坊”，1932年定名为“大窑路”，沿用至今。在大窑路沿线，至今仍能看到的古窑，延绵达1.5公里之遥。据载，这里原有砖窑100座，现在残存42座，其中较完整的约19座。大部分是倒焰窑，少数为环窑。其数量之多、分布线之长、保存之完整，实属少见。
大窑路窑群遗址在2003年被列为无锡市文物保护单位，2013年被列为第七批全国重点文物保护单位。

## 简介
无锡大窑路窑业，因地处古运河畔，旧时交通便利，故而能繁荣。其兴于明代，盛则于清，清康熙《无锡县志》载：“向自吴门而外，惟锡有砖窑……不远数百里，取给于此”。嘉庆年间甚至承接过故宫金砖之烧制。咸丰十年（1860年），太平军乱，窑业一度停火，但至同治年间，又“砖窑相望，络绎不绝”，故民间有“上塘（指南上塘，今南长街）十里尽开店、下塘十里兴烧窑”之说。
民国时，因机制砖瓦的发展，及军阀混战等原因，大窑路窑业被迫停顿，至1925年后，社会趋于安定，窑业又为好转。当时此地尚只口耳相称为南门“老窑头”或南门窑上。1930年起，因改进产品质量而具有独特优点，如其砖糯性好、不会风化剥蚀，便将产品称为“大窑货”，而将他地产品称为“小窑货”，以示区别。此后，“大窑货”曾数次在青岛、杭州等地的博览会上展出，还远销东南亚。也正是从1930年代起，“老窑头”的地名被改为大窑坊。1932年，又将大窑坊改为大窑路，一直延用至今。其具体位置起自伯渎桥，经三阳弄，向前塘浜桥直达陆青桥、赵家湾止。
抗战时期，日军烧毁大窑路窑房达50余间，窑民生活困顿。抗战胜利后，百废待兴，城乡各地被毁房屋，急需用砖，砖瓦业生意兴隆。当时大窑路上有窑101座，年产量可达5000万块砖。1950年，苏南土特产交流会在锡召开，大窑展出的砖瓦产品都获好评。1956年无锡砖瓦生产合作社将大窑青砖与外地青砖再次比较，派黄锡祺师傅等数十人带望砖土坯l000块到嘉兴窑区试烧，结果是嘉兴砖符合理想要求，而大窑砖却中心夹生。于是又将嘉兴土坯带无锡试烧，结果是大窑砖符合要求，而嘉兴砖已经过火，砖形收缩率较大。再次证实无锡大窑土坯耐高温，粘性好，密度细，成为大窑青砖强度耐压的特点。
1949年后，大窑路窑群也渐由个体经营转向集体化生产。1958年无锡砖瓦生产合作社转为地方国营太湖耐火材料厂和利民瓷厂，产品方向转变，厂址迁出大窑路。不过仍由五丰农业社在大窑路生产过一段时期砖瓦，最终于1969年并入无锡利农砖瓦厂，旧式的砖瓦生产彻底结束，从此大窑路也成为了历史陈迹。
2009年，在原陈大窑、刘里窑、刘外窑三座古窑的基础上，建成了无锡窑群遗址博物馆，成为清名桥历史文化街区中的一个人文景点对游客开放。

## 轶事
- 无锡窑业之起源，相传自朱元璋平定天下、定都金陵后，一日有太史奏道：“臣夜观天象，见东南方有奇云异气，久后必出真主。”朱元璋闻奏甚惊，乃派军师刘伯温出京至无锡，刘见南下塘一带龙脉隐现，曾言“这是一块非凡之地”。于是组织农民筑窑烧砖，将“真龙”烧煞，而烧窑手艺亦此相传。[3]
- 明代文学家冯梦龙所收录辑评之《挂枝儿》中有一首名《送别》的唱词中有曰：“送情人，直送到无锡路。叫一声烧窑人我的哥，一般窑，怎烧出两般样货。砖儿这等厚，瓦儿这等薄。厚的就是他人也，薄的就是我。”[8]可见明时无锡之窑业业已闻名。
- 大窑路窑业全盛时，窑炉黑烟袅袅，而窑民亦多依窑而居，故大窑路上的旧式民居，多用烟灰把外墙涂成黑色，因为“反正早晚也会熏黑！”[9]

## 图集
- 老中窑
- 老中窑
- 闼下窑
- 陈大窑